# Vespa sinuata
Vespa sinuata är en getingart som beskrevs av Geoffroy 1785. Vespa sinuata ingår i släktet bålgetingar, och familjen getingar. Inga underarter finns listade i Catalogue of Life.